# Parafia Matki Bożej Częstochowskiej w Darłowie
Parafia pw. Matki Bożej Częstochowskiej w Darłowie – parafia dekanatu Darłowo, diecezji koszalińsko-kołobrzeskiej, metropolii szczecińsko-kamieńskiej. 
Została utworzona 19 maja 1951. W parafii posługę sprawują franciszkanie z Zakonu Braci Mniejszych Konwentualnych prowincji gdańskiej. Siedziba parafii mieści się przy ulicy Franciszkańskiej.

## Miejsca kultu
- kościół parafialny:  kościół pw. Matki Bożej Częstochowskiej – zbudowany w XIV wieku w stylu gotyckim, rozbudowany od XV do XVI wieku, restaurowany w 1897; konsekrowany 1 września 1945.
- kościoły filialne i kaplice:
  - kościół pw. św. Jerzego w Darłowie
  - kościół pw. św. Józefa w Domasławicach
  - kaplica w domu Sióstr Franciszkanek w Darłowie

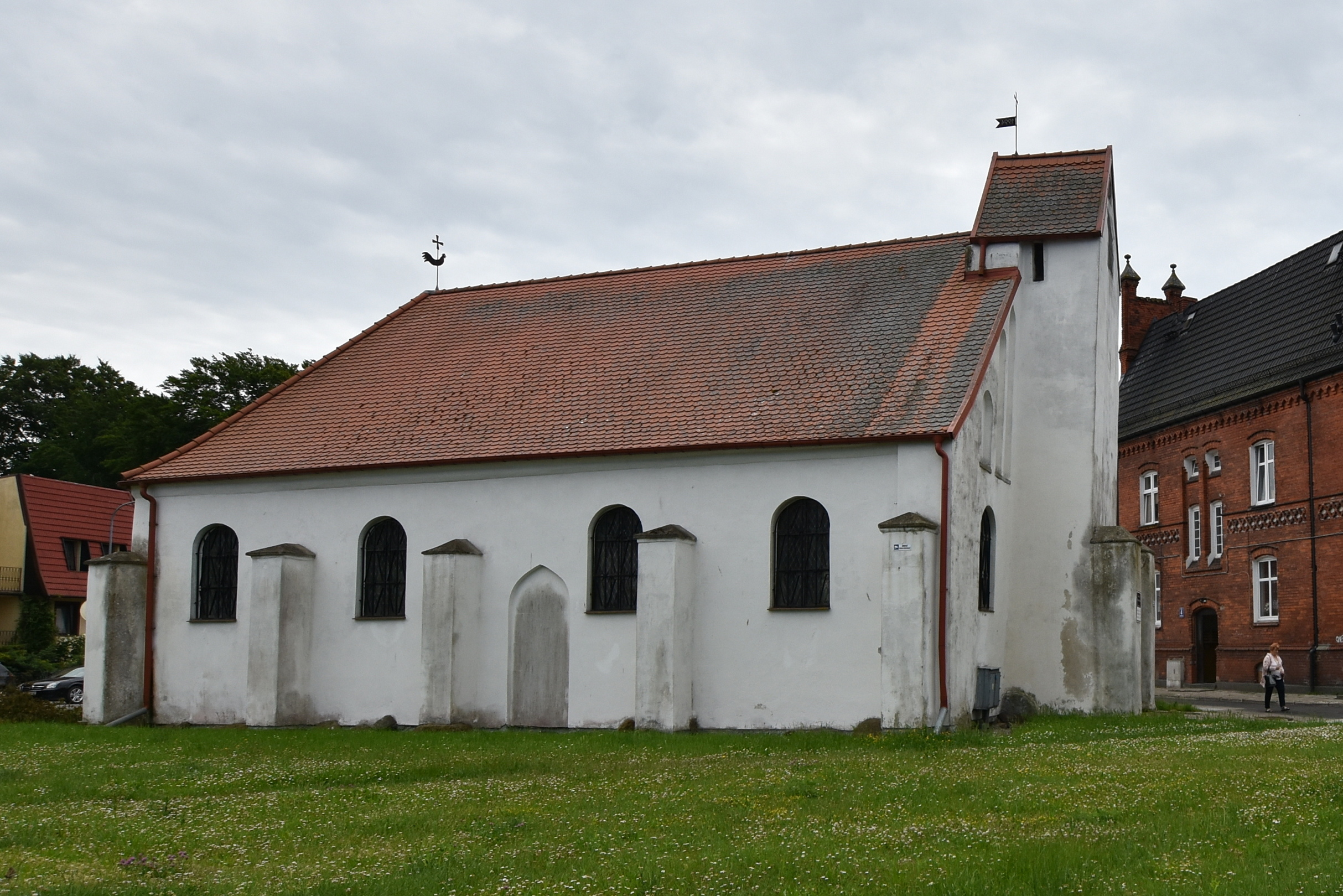
Kościół św. Jerzego